# Колман, Джордж (младший)
Джордж Ко́лман Младший (англ. George Colman the Younger; 21 октября 1762 года — 17 октября 1836 года) — английский драматург, сын Джорджа Колмана Старшего.
Он написал длинный ряд лёгких комедий, иногда переходящих в фарс; также иногда у Колмана смех перемешан со слезами. Имена некоторых героев и героинь Колмана стали нарицательными.
Среди его работ:
- «Женщина драматург» (The Female Dramatist, 1782), его первая пьеса;
- «Два к одному» (Two to One, 1784)
- «Турок и не турок» (Turk and no Turk, 1785), музыкальная комедия;
- «Инкль и Ярико» (Inkle and Yarico, 1787), опера, основанная на трагической истории любви англичанина и индианки;
- «Пути и средства» (Ways and Means, 1788);
- «Битва при Хекшаме» (The Battle of Hexham, 1793);
- «Железный сундук» (The Iron Chest, 1796), взятый из приключений Уильяма Годвина Калеба Уильямса;
- «Наследник по праву» (The Heir at Law, 1797);
- «Бедный Джентльмен» (The Poor Gentleman, 1802);
- «Джон Булл, или Усадьба англичанина» (John Bull, or an Englishman’s Fireside, 1803), его самая удачная пьеса;